# Karel Bendl

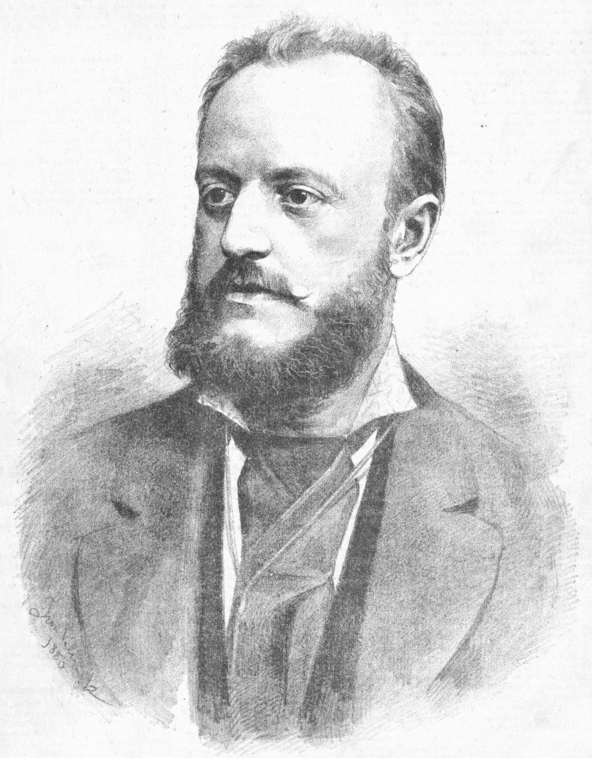
Retrato de Karel Bendl por Jan Vilímek

Karel Bendl, o en alemán: Karl Bendl, seudónimo: Podskalský (Praga, Bohemia, Imperio austríaco, 16 de abril de 1838-Praga, 20 de septiembre de 1897) fue un compositor checo. 

## Vida
Bendl nació y murió en Praga. Estudió en la escuela de órganos, donde conoció y se hizo amigo de Antonín Dvořák un año antes de graduarse con honores en 1858. Para entonces ya había compuesto una serie de pequeñas obras corales. En 1861, su Poletuje holubice ganó un premio y de inmediato se convirtió en el favorito de las sociedades corales locales. En 1864, Bendl marchó a Bruselas, donde ocupó el cargo de segundo director de la ópera durante un breve período. Después visitó Ámsterdam y París. En París, se vio influenciado por las obras teatrales de Charles Gounod y Ambroise Thomas y especialmente por Giacomo Meyerbeer. 
En 1865, estaba de vuelta en Praga, donde fue nombrado director de la sociedad coral conocida como Hlahol, y ocupó el cargo hasta 1879, cuando el ruso Baron Dervies contrató sus servicios para su agrupación privada.
La primera ópera de Bendl, Lejla, con libreto de Eliška Krásnohorská, se produjo con éxito en 1868. Le siguieron Břetislav a Jitka (1870), Starý ženich, una ópera cómica (1883), Karel Škréta (1883), Dítě Tábora, una ópera premiada (1892) y Máti Míla. (1891). Otras óperas de Bendl son Indická princezna, Černohorci, una ópera premiada, y las dos óperas Čarovný květ y Gina.Su balada Švanda dudák adquirió mucha popularidad; publicó una misa en re menor para voces masculinas y otra misa para un coro mixto; dos canciones de "Ave Maria"; una sonata para violín y un cuarteto de cuerdas Op.119 en fa mayor; y una cantidad de canciones y corales, muchos de los cuales han sido considerados como posesiones nacionales de Bohemia.